# Derecho de propiedad

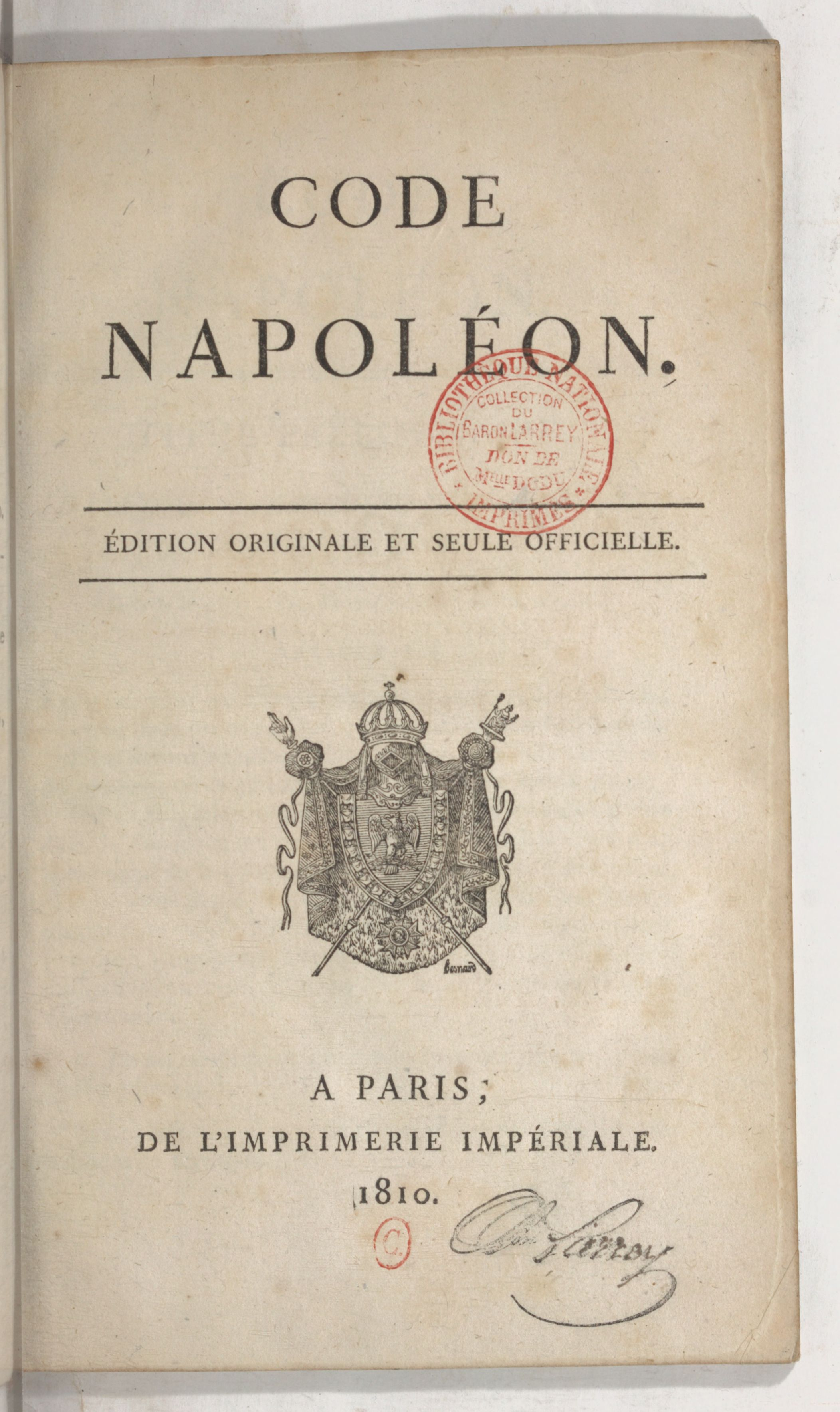
Portada del Código napoleónico.

El derecho de propiedad es el área del derecho que regula las distintas formas de propiedad en bienes inmuebles (tierra) y bienes personales. La propiedad se refiere a las reclamaciones legalmente protegidas sobre recursos, como la tierra y la propiedad personal, incluida la propiedad intelectual. La propiedad puede intercambiarse a través del derecho contractual, y si se viola la propiedad, se podría demandar bajo el Derecho de daños para protegerla.
El concepto, idea o filosofía de la propiedad subyace a todo el derecho de propiedad. En algunas jurisdicciones, históricamente toda la propiedad era del monarca y se transfería a través de la tenencia feudal de la tierra u otros sistemas feudales de lealtad y fidelidad.

## Definición
Según el Diccionario de la lengua española propiedad es el derecho o facultad de poseer alguien algo y poder disponer de ello dentro de los límites legales, como primera acepción. El Diccionario cita como sinónimos: posesión, pertenencia, dominio, condominio, poder, usufructo, disfrute, goce. Hay otras siete acepciones adicionales.

## Historia
Aunque el Código Napoleónico fue uno de los primeros actos de gobierno de la época moderna en introducir la noción de propiedad absoluta en el estatuto, la protección de los derechos de propiedad personal ya estaba presente en el derecho y en la jurisprudencia islámica medieval, y en formas más feudales en los tribunales de derecho consuetudinario de la Inglaterra medieval y moderna temprana.

## Teoría
La palabra propiedad, en el uso cotidiano, se refiere a un objeto (u objetos) propiedad de una persona -un coche, un libro o un teléfono móvil- y a la relación que la persona tiene con él. En derecho, el concepto adquiere una interpretación más matizada. Entre los factores a tener en cuenta se encuentran la naturaleza del objeto, la relación entre la persona y el objeto, la relación entre una serie de personas en relación con el objeto y cómo se considera el objeto dentro del sistema político imperante. De forma más amplia y concisa, la propiedad en el sentido jurídico se refiere a los derechos de las personas sobre determinados objetos o cosas.
Los derechos de propiedad no reconocidos legalmente o documentados se conocen como derechos de propiedad informales. Estos derechos de propiedad informales no están codificados ni documentados, pero se reconocen entre los residentes locales en diversos grados.

### Justificaciones e inconvenientes de los derechos de propiedad
En las sociedades capitalistas con economía de mercado, gran parte de la propiedad es propiedad privada de personas o asociaciones y no del gobierno. Se han dado seis importantes justificaciones generales sobre los derechos de propiedad privada:
1. La propiedad privada es una forma eficiente de gestionar los recursos de forma descentralizada, permitiendo el desarrollo de la experiencia y la especialización con respecto a la propiedad.
2. La propiedad privada es un poderoso incentivo para que los propietarios le den un uso productivo, ya que ganan con la inversión.
3. La propiedad privada permite los intercambios y las modificaciones.
4. La propiedad privada es una fuente importante de autonomía individual, ya que da a los individuos independencia e identidad distintas de las de los demás.
5. La propiedad privada, al estar dispersa, permite a los individuos ejercer su libertad, frente a otros o frente al gobierno.
6. La propiedad privada es la única forma de propiedad lógicamente aplicable dado que la misma es siempre individual y excluyente (Ética de la argumentación)

También se han planteado argumentos a favor de la limitación de los derechos de propiedad privada:
1. La propiedad privada puede usarse de forma perjudicial para los demás, como por ejemplo que el dueño de una fábrica provoque ruidos fuertes en los barrios cercanos. En economía, esto se conoce como externalidad negativa. Las leyes de molestias y las regulaciones gubernamentales (como la zonificación) se han utilizado para limitar el derecho de los propietarios a utilizar la propiedad de ciertas maneras.
2. La propiedad puede conducir a monopolios, dando al propietario el poder de extraer injustamente ventajas de los demás. Por ello, suelen existir leyes sobre competencia y antimonopolio.
3. La propiedad puede llevar a la mercantilización de ciertos ámbitos que la gente preferiría que no se mercantilizaran, como las relaciones sociales. En algunos países se debate, por ejemplo, si la venta de órganos o los servicios sexuales deben ser legales.
4. La propiedad privada da poder a los individuos, lo que puede exacerbarse con el tiempo y llevar a una desigualdad excesiva dentro de una sociedad. La propensión a la desigualdad justifica la Redistribución de la renta y la redistribución de la riqueza.

### Derechos naturales y propiedad
En su Segundo tratado de gobierno, el filósofo inglés John Locke afirmó el derecho de un individuo a poseer una parte del mundo, cuando, según la Biblia, Dios dio el mundo a toda la humanidad en común. Afirmaba que aunque las personas pertenecen a Dios, son dueñas de los frutos de su trabajo. Cuando una persona trabaja, ese trabajo entra en el objeto. Así, el objeto se convierte en propiedad de esa persona. Sin embargo, Locke condicionó la propiedad a la provisión que lleva su nombre, a saber, que "queda lo suficiente, y tan bueno, en común.... para los demás".(Véase, por ejemplo, Dos tratados sobre el gobierno civil.)
El juez James Wilson, miembro del Tribunal Supremo de los Estados Unidos, emprendió un estudio de los fundamentos filosóficos del derecho de propiedad estadounidense en 1790 y 1791. Parte de dos premisas: "Todo delito incluye una lesión: toda lesión incluye la violación de un derecho". (Lectures III, ii.) El papel del gobierno en la protección de la propiedad depende de una idea de derecho. Wilson cree que "el hombre tiene un derecho natural a su propiedad, a su carácter, a la libertad y a la seguridad"  También indica que "el objeto primario y principal en la institución del gobierno... era... adquirir una nueva seguridad para la posesión o la recuperación de esos derechos".

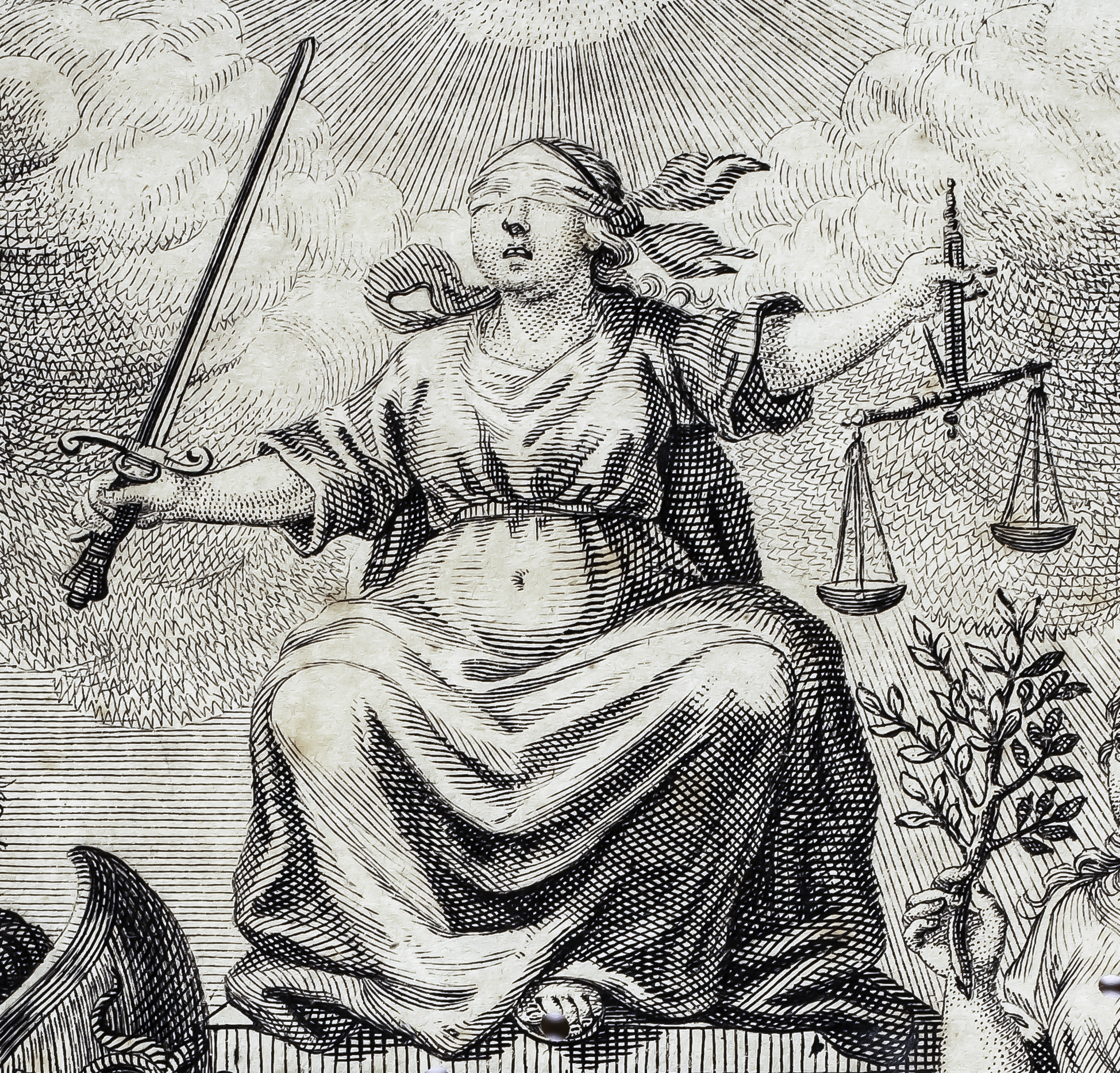
Imagen representativa de Temis "la diosa de la justicia" que hace referencia a la aplicación de la ley, la equidad y el ordenamiento social justo.

Wilson afirma que: "La propiedad es el derecho o el poder legal, que una persona tiene sobre una cosa". Luego divide el derecho en tres grados: posesión, el más bajo; posesión y uso; y, posesión, uso y disposición - el más alto. Además, afirma: "La industria útil y hábil es el alma de una vida activa. Pero la industria debe tener su justa recompensa. Esa recompensa es la propiedad, porque de la industria útil y activa, la propiedad es el resultado natural". A partir de este sencillo razonamiento, es capaz de presentar la conclusión de que se debe preferir la propiedad exclusiva, en lugar de la comunal. Sin embargo, Wilson ofrece un estudio de los acuerdos de propiedad comunal en la historia, no sólo en la Virginia colonial sino también en la antigua Esparta.
Mientras que autores más modernos como Hans-Hermann Hoppe desarrollaron una idea kantiana y praxeológica de los derechos de propiedad basada en presupuestos lógicos de la acción y la no contradicción. Alejandose del iusnaturalismo tradicional en la justificación ética propietarista.

### Derechos de propiedad
Hay dos puntos de vista principales sobre el derecho de propiedad, el punto de vista tradicional y el punto de vista del paquete de derechos. Los tradicionalistas creen que hay un núcleo, un significado inherente en el concepto de propiedad, mientras que el punto de vista del conjunto de derechos afirma que el propietario sólo tiene un conjunto de usos permisibles sobre la propiedad. Los dos puntos de vista existen en un espectro y la diferencia puede ser una cuestión de enfoque y énfasis.
William Blackstone, en sus Comentarios sobre las leyes de Inglaterra, escribió que el núcleo esencial de la propiedad es el derecho de exclusión. Es decir, el dueño de la propiedad debe poder excluir a otros de la cosa en cuestión, aunque el derecho de exclusión esté sujeto a limitaciones. Implícitamente, el propietario puede utilizar la cosa, a menos que otra restricción, como la ley de zonificación, lo impida. Otros tradicionalistas sostienen que son tres los derechos principales que definen la propiedad: el derecho de exclusión, de uso y de transferencia.

## Derechos de propiedad y derechos personales
Los derechos de propiedad también se distinguen de los derechos personales. Prácticamente todas las sociedades contemporáneas reconocen esta distinción básica ontológica y ética. En el pasado, los grupos que carecen de poder político han sido a menudo descalificados de los beneficios de la propiedad. En una forma extrema, esto ha significado que las personas se han convertido en "objetos" de la propiedad -legalmente "cosas" o chattels (véase esclavitud). Más comúnmente, a los grupos marginados se les ha negado el derecho legal a la propiedad. Entre ellos se encuentran los judíos en Inglaterra y las mujeres casadas en las sociedades occidentales hasta finales del siglo XIX.
La línea divisoria entre los derechos personales y los derechos de propiedad no siempre es fácil de trazar. Por ejemplo, ¿es la propia reputación una propiedad que puede explotarse comercialmente otorgando derechos de propiedad sobre ella? La cuestión del carácter patrimonial de los derechos personales es especialmente relevante en el caso de los derechos sobre tejidos humanos, órganos y otras partes del cuerpo.
Los derechos de las mujeres a controlar su propio cuerpo han estado en algunas épocas y algunos lugares subordinados al control de otras personas sobre su feto. Por ejemplo, la intervención gubernamental que controla las condiciones del parto prohibiendo o exigiendo cesáreas. El hecho de que una mujer se quede embarazada o lleve un embarazo a término también está sujeto a las leyes que obligan o prohíben el aborto, o que restringen el acceso a los métodos anticonceptivos. El derecho de la mujer a controlar su cuerpo durante el embarazo o un posible embarazo - qué trabajo realiza, qué alimentos o sustancias ingiere, otras actividades que realiza - también ha sido frecuentemente objeto de restricciones por muchas otras partes; en respuesta, varios países han aprobado leyes que prohíben la discriminación por embarazo. Los jueces de ingleses han señalado recientemente[¿cuándo?] que esas mujeres carecen del derecho al control exclusivo de su propio cuerpo, que antes se consideraba un derecho fundamental del derecho consuetudinario.
En los Estados Unidos, se ha declarado explícitamente un interés cuasipropietario sobre el cadáver. También en Estados Unidos se ha reconocido que las personas tienen un "derecho de publicidad" enajenable sobre su persona. La patente/patente de procesos y productos biotecnológicos basados en material genético humano puede caracterizarse como la creación de una propiedad sobre la vida humana.
Una cuestión especialmente difícil es si las personas tienen derechos sobre la propiedad intelectual desarrollada por otros a partir de partes de su cuerpo. En el caso pionero sobre esta cuestión, el Tribunal Supremo de California sostuvo en el caso Moore v. Regents of the University of California (1990) que los individuos no tienen ese derecho de propiedad.

## Clasificación
El derecho de propiedad se caracteriza por una gran continuidad histórica y una terminología técnica. La distinción básica en los sistemas de derecho anglosajón es entre bienes inmuebles (tierra) y bienes personales (muebles).
Antes de mediados del siglo XIX, los principios que regían la transmisión de los bienes inmuebles y los bienes muebles en una sucesión intestada eran muy diferentes. Aunque esta dicotomía ya no tiene la misma importancia, la distinción sigue siendo fundamental debido a las diferencias esenciales entre ambas categorías. Un ejemplo obvio es el hecho de que la tierra es inamovible y, por lo tanto, las normas que rigen su uso deben ser diferentes. Otra razón para la distinción es que la legislación se suele redactar empleando la terminología tradicional.
Se ha criticado la división entre terrenos y bienes muebles por no ser satisfactoria como base para categorizar los principios del derecho de propiedad, ya que concentra la atención no en los intereses propietarios en sí, sino en los objetos de esos intereses. Además, en el caso de fixtures, los bienes muebles que se fijan o colocan en el terreno pueden pasar a formar parte del mismo.
Los bienes inmuebles se subclasifican generalmente en:
1. Herencias corpóreas - bienes inmuebles tangibles (terrenos)
2. Herencias incorporales: bienes inmuebles inmateriales, como una servidumbre de paso.

Aunque el arrendamiento implica derechos sobre bienes inmuebles, el arrendamiento suele considerarse un bien personal, ya que se deriva del derecho contractual. En el sistema de Derecho civil, se distingue entre bienes muebles e inmuebles, correspondiendo los bienes muebles, a grandes rasgos, a los bienes personales, mientras que los bienes inmuebles corresponden a los bienes raíces o a los bienes inmuebles, y a los derechos y obligaciones asociados a los mismos.

## Derecho de propiedad en Francia
El Código Civil Francés, conocido como el Código Napoleónico o Código de Napoleón, es uno de los más conocidos códigos civiles del mundo. Fue aprobado por la Ley del 21 de marzo de 1804 y se encuentra todavía en vigor, aunque con numerosas e importantes reformas. Fue promulgado como Code Civil des Français en 1804 durante la República bajo el gobierno de Napoleón Bonaparte.  Fue elaborado por una comisión creada para recopilar la tradición jurídica francesa. El Código Civil francés retoma numerosas disposiciones del Código de Justiniano por influencia de Robert Joseph Pothier, y también retoma numerosas disposiciones de las costumbres de París. En cuanto a las propiedades, clasifica, por ejemplo, los bienes en muebles e inmuebles siguiendo al derecho romano.